# Mazda 110 S Cosmo
Der Mazda 110 S Cosmo Sport ist ein zweisitziges Coupé des Automobilherstellers Mazda, das von 1967 bis 1972 gefertigt wurde. Es war der erste Serienwagen mit einem Zweischeiben-Wankelmotor. Ohne Vorserienfahrzeuge werden 1176 Exemplare genannt, ausschließlich Rechtslenker.

## Beschreibung
Die Karosserie des Cosmo besteht zu großen Teilen wie der Motor aus Aluminium. Ab 1968 wurde es bei 1 cm geringerer Gesamtlänge mit 15 cm längerem Radstand gebaut. Das Fahrwerk hatte vorn Trapez-Dreiecksquerlenker und hinten eine blattgefederte De-Dion-Achse. Die Bremsanlage hatte vorn Scheiben-, hinten Trommelbremsen. Gelenkt wurde mit einer Zahnstangenlenkung.

## Entwicklungsgeschichte

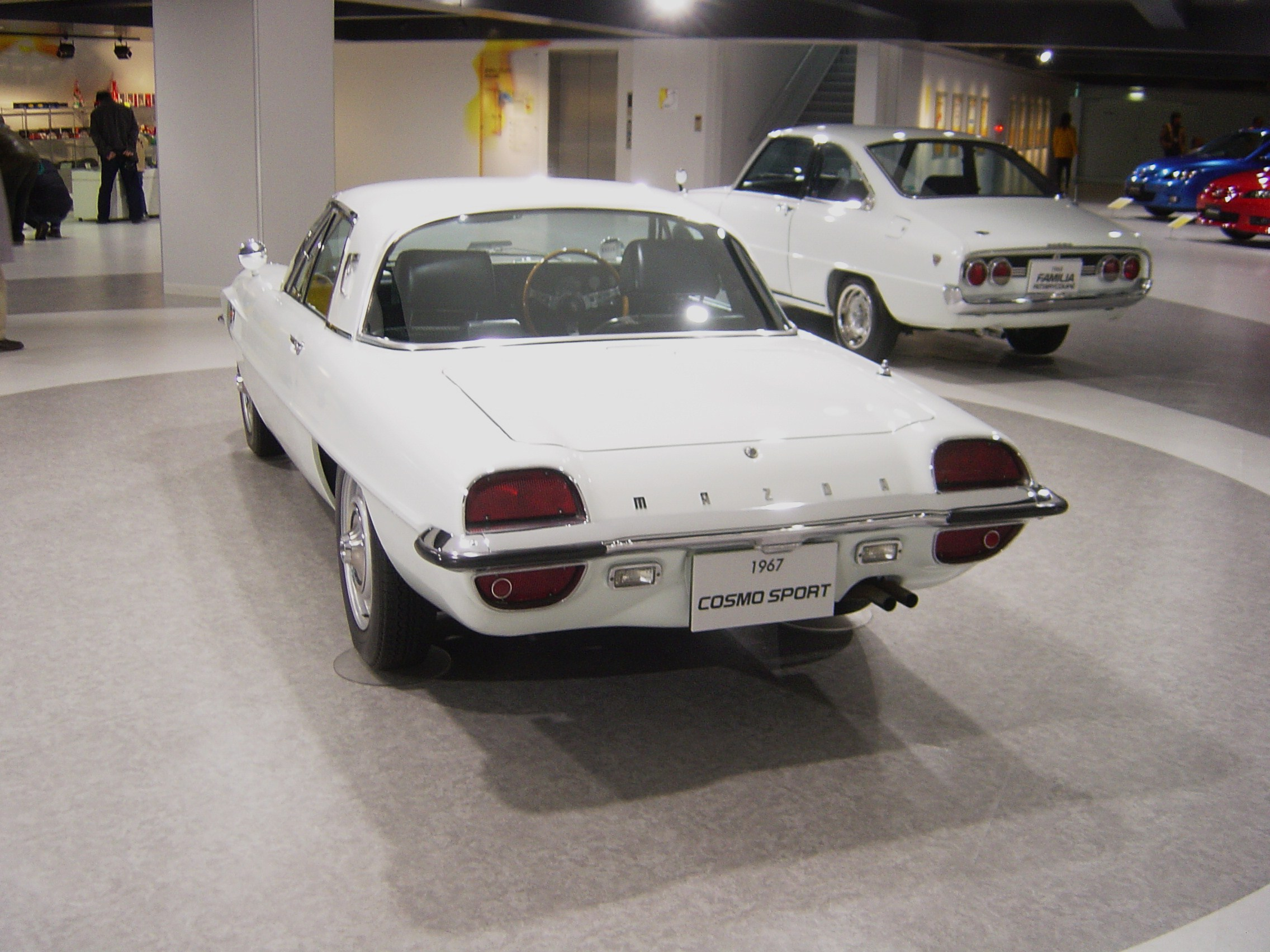
Mazda Cosmo Sport, Heckansicht

Das Cosmo-Projekt wurde im Dezember 1962 von Mazda gestartet. Mazda stellte den ersten Zweischeibenmotorprototyp im Juli 1963 fertig. Der erste fahrbare Prototyp des Cosmo Sport wurde im August 1963 fertiggestellt. Dieser wurde im Oktober 1963 auf der Tokyo Motorshow, unter dem Titel "Projekt L402A", vorgestellt.
Der Prototypmotor L8A hatte ein Kammervolumen von 2 × 398 cm³. Beim L8A setzte man noch kombinierte Seiten- und Umfangseinlässe ein. Der L8A wurde zum L10A weiterentwickelt und das Kammervolumen auf 2 × 491 cm³ vergrößert. Das Arbeitsvolumen beträgt 982 cm3. Die Umfangseinlässe entfielen und wurden durch zwei zusätzliche Seiteneinlässe in dem Vorder- und Endteil des Motors ersetzt. Dies verbesserte das Drehmoment und die Fahrbarkeit bei niedrigen Drehzahlen. Der L10A hatte eine Motorleistung von 110 PS (81 kW). Die Weiterentwicklung L10B verfügte über das gleiche Kammervolumen wie der L10A, durch geänderte Steuerzeiten hatte man die Leistung des Motors auf 128 PS (94 kW) gesteigert. Damit beschleunigte der Cosmo Sport in 8,8 s auf 100 km/h und erreichte 200 km/h. John B. Hedge hingegen nennt eine deutlich geringere Höchstgeschwindigkeit von „115 mi/h“, was 185 km/h entspricht.
Im April 1966 stellte Mazda 80 Vorserien-Cosmo Sport her, davon lieferte man 60 Stück an Händler in Japan zur Felderprobung aus. Von der ersten Serienversion mit dem Motor L10A (30. Mai 1967 bis Juli 1968) wurden 343 Stück hergestellt. Die zweite Serienversion mit dem L10B (13. Juli 1968 bis September 1972) wurde 833-mal gebaut. Somit wurden insgesamt 1176 Serienfahrzeuge (ca. 1256 mit Vorserienfahrzeugen mitgerechnet) des Typs Cosmo Sport hergestellt. Der Cosmo Sport wurde ausschließlich in Japan verkauft. Etwa 36 Fahrzeuge wurden unter der Bezeichnung „110 S“ offiziell exportiert, davon 11 Fahrzeuge nach Europa.

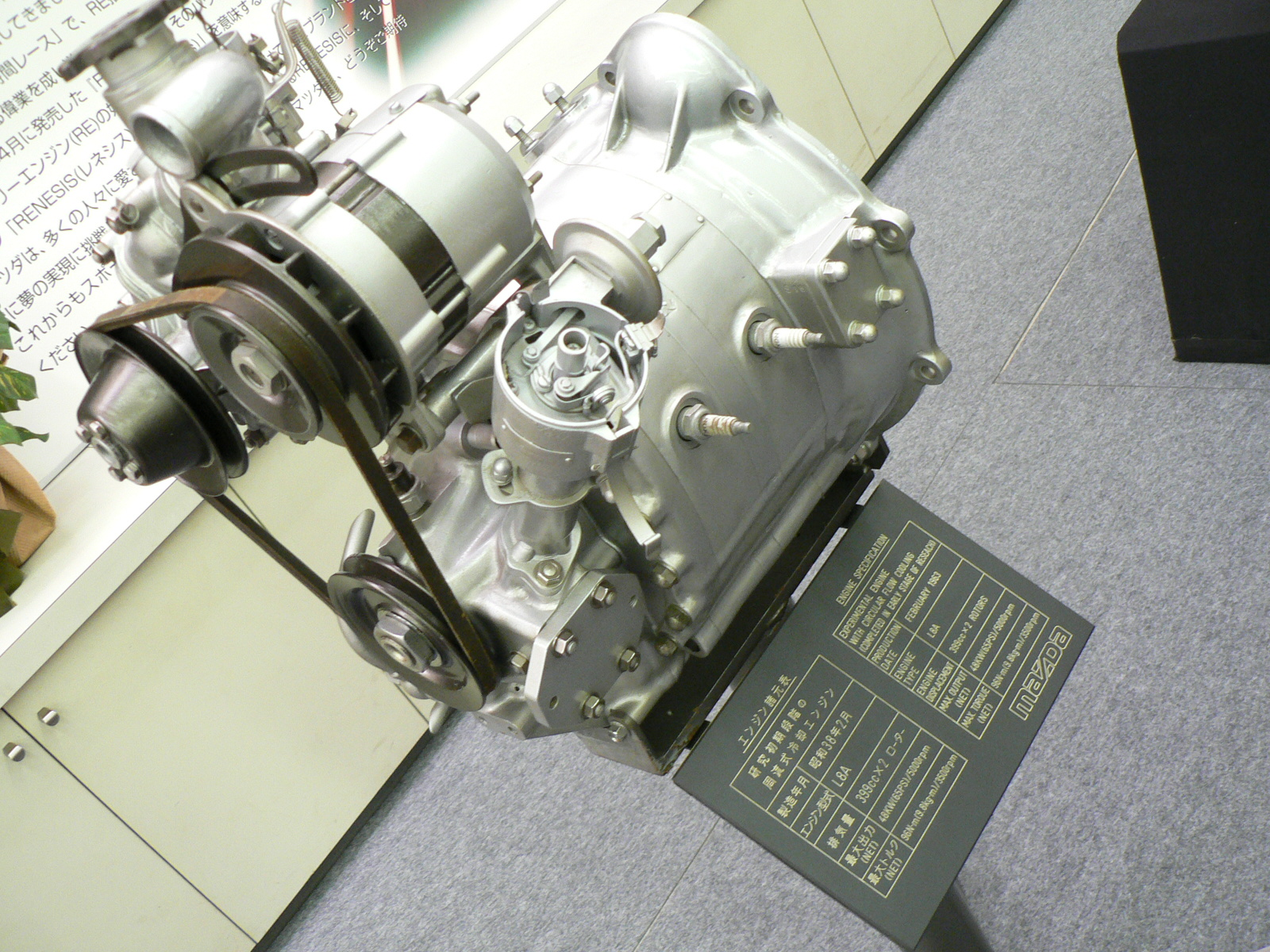
Der Wankelmotor L8A
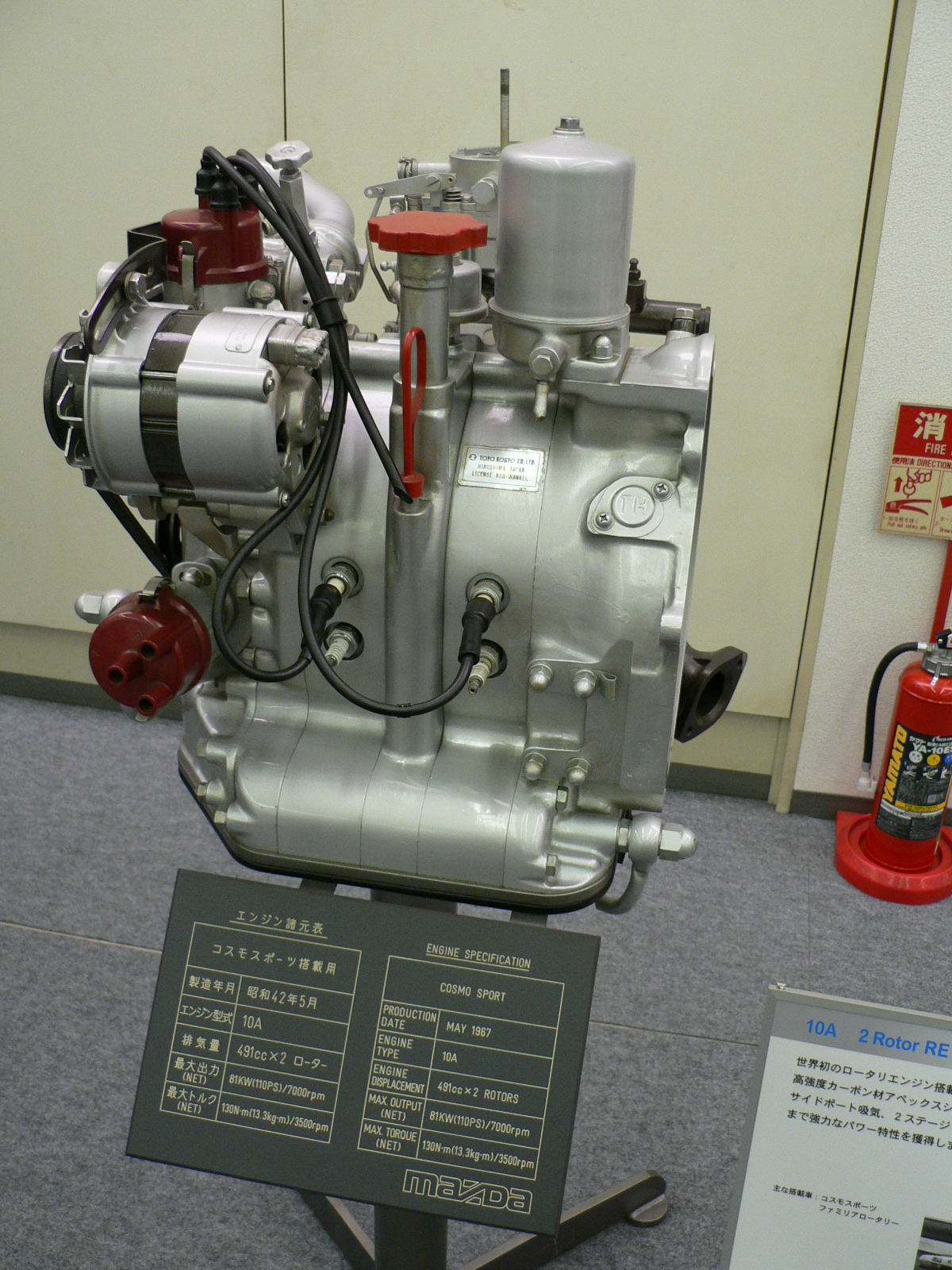
Der Wankelmotor L10A
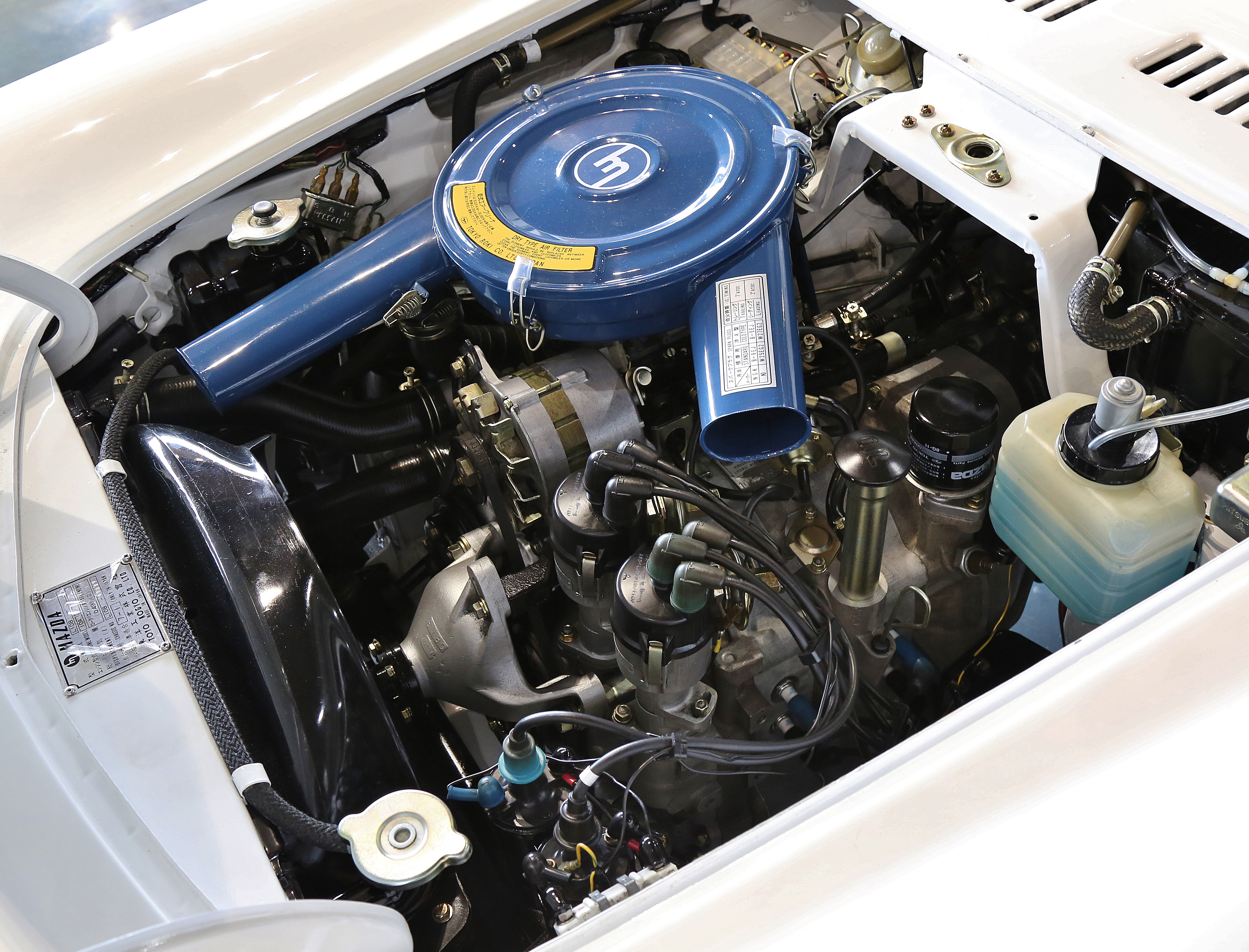
L10B im Cosmo Sport

Anders als bei NSU traten kaum Probleme an den Dichtleisten oder durch Temperatur auf.
Unter der Typenbezeichnung Cosmo wurden bis 1995 verschiedene Nachfolgemodelle produziert.

## Nürburgringeinsatz 1968
1968 nahmen zwei Mazda 110 S Cosmo am 84-Stunden-Rennen Marathon de la Route auf dem Nürburgring teil und konnten im 60 Teilnehmer starken Feld lange die Plätze vier und fünf halten, ehe eines der Fahrzeuge nach 82 Stunden ausschied. Der verbleibende Cosmo belegte schließlich den vierten Platz.

## Studie Cosmo 21, 2002
2002 zeigte Mazda auf dem Tokio Auto Salon die Studie Mazda Cosmo 21. Das dem 110S ähnelnde Fahrzeug entstand auf Basis des Roadsters Mazda MX-5, als Motor diente der Wankelmotor des Mazda RX-8.
Der Mazda 110 S Cosmo Sport ist auch Namensgeber der WPP-Unit Team Cosmo, der Werbeagentur für Mazda in Europa. Es setzt sich unter anderem aus Mitarbeitern der WPP-Agenturen JWT, Mindshare und Wunderman zusammen.
Im Januar 2015 wurde ein 1970 Mazda Cosmo Sport Series II L10B Coupe für US$ 110.000 inklusive Aufgeld in den USA auf einer Auktion von Bonhams verkauft.